# Vše je pravdivé
Vše je pravdivé (v anglickém originále All Is True) je britský fiktivně-historický film z roku 2018. Režisérem filmu je Kenneth Branagh, scénář napsal Ben Elton. V hlavní roli se Branagh představil jako William Shakespeare. Film dostal název podle alternativního pojmenování Shakespearovy hry Jindřich VIII.[zdroj⁠?!]

## Obsazení
| Kenneth Branagh | William Shakespeare    |
| Judi Denchová   | Anne Hathawayová       |
| Ian McKellen    | hrabě ze Southamptonu  |
| Lydia Wilson    | Susanna Shakespeareová |
| Kathryn Wilder  | Judith Shakespeareová  |
| Jimmy Yuill     | Edward Woolmer         |
| Gerard Horan    | Ben Jonson             |
| Hadley Fraser   | John Hall              |
| Alex Macqueen   | sir Thomas Lucy        |
| Nonso Anozie    | herec hrající Aarona   |
| John Dagleish   | Rafe Smith             |